# Traktat w Tiawzinie
Traktat w Tiawzinie – traktat pokojowy zawarty pomiędzy Carstwem Rosyjskim a Szwecją we wsi Tiawzino (szw. Teusina, fin. Täyssinä, ros. Тявзино) w Ingrii 18 maja 1595 roku.
Traktat kończył trwającą wojnę pomiędzy tymi krajami. Na mocy porozumienia Rosja odzyskiwała terytoria utracone w traktacie pliuskim, w tym większość Ingrii, razem z miastami Iwangorod, Jamburg, Koporie oraz Korieła.
Szwecja przyłączyła te terytoria traktatem w Stołbowie w 1617 roku.